# Cinnamate d'éthyle
Le cinnamate d'éthyle est l'ester de l'acide cinnamique et de l'éthanol. Il est naturellement présent dans l'huile essentielle de cannelle et dans la Kaempferia galanga,
Principalement existant dans la nature sous forme trans ((E) cinammate d'éthyle), il se présente sous la forme d'un liquide incolore et sa forme pure a « une odeur fruitée et balsamique, rappelant la cannelle avec une note d'ambre ».

## Synthèse
La façon la plus simple de produire le cinnamate d'éthyle est évidemment l'estérification de l'acide cinnamique par l'éthanol.
Il est également possible de le produire par réaction entre l'acide cinnamique, le chlorure de thionyle (créant alors un intermédiaire chlorure de cinnamoyle) et d'éthanol.
Enfin, il est également possible de le produire par condensation de Claisen entre le benzaldéhyde et l'acétate d'éthyle.

## Dérivés
Le dérivé p-methoxylé du cinnamate d'éthyle a été rapporté comme étant un inhibiteur de la monoamine oxydase.